# Hypoptopoma psilogaster
Hypoptopoma psilogaster és una espècie de peix de la família dels loricàrids i de l'ordre dels siluriformes.

## Morfologia
- Els mascles poden assolir 7 cm de longitud total.[4][5]

## Hàbitat
És un peix d'aigua dolça i de clima tropical.

## Distribució geogràfica
Es troba a Sud-amèrica: conca del riu Amazones.